# زبيدي الخليج
زبيدي الخليج (الاسم العلمي:Peprilus burti) (بالإنجليزية: Gulf butterfish)‏ هو نوع من الأسماك يتبع جنس الزبيدي البيبريلي من فصيلة الأسماك الزبيدية.